# 東京海上日動 GreenGift presents Humanglobe Live
東京海上日動 GreenGift presents Humanglobe Live（とうきょうかいじょうにちどう グリーンギフトプレゼンツ・ヒューマングローブライブ）は、2011年5月27日にZepp Tokyo行われた東京海上日動 Presents  Humanglobe Travelerが主催したエコライブ。

## 概要
チケット代金の一部は国際マングローブ生態系協会への寄付を通じてマングローブの植林や保全活動に当てられた。当初は2011年3月27日に行う予定だったが、2011年3月11日に起こった東日本大震災一連の電力不足事態を考慮し、開催直前に急遽5月27日に変更した。

## 参加アーティスト
1. ROCK'A'TRENCH
2. ナオト・インティライミ
このライブ限定で「Brave」のアコースティックVer.を披露した。
3. Def Tech
このライブのトリ。このライブのために「All That's In The Universe」を書き下ろし、初披露した。

## キャッチコピー
- この日のLIVEも。 その旅も。 すべて、ひとつのラジオ番組から始まった。

## テーマ曲
Def Tech - 「All That's In The Universe」
・・・このライブのために書き下ろされた、Def Techの当時の新曲。